# VM (agent innervant)
Pour les articles homonymes, voir VM.
Le VM, ou edemo, est un agent innervant de la série V structurellement apparenté au VX. Relativement peu étudié en dehors des milieux militaires, ses propriétés sont peu connues, hormis sa formule chimique et le fait qu'il s'agit d'un composé organophosphoré agissant comme un inhibiteur de l'acétylcholinestérase. 
On pense que les agents de la série V de seconde génération sont des résultats du programme russe de développement d'armes chimiques issu de la guerre froide. Ils ont probablement été développés dans les années 1950 à 1990 et présentent des doses létales comparables à celles du VX, soit de l'ordre de 10  à   50 mg. Le traitement des victimes exposées à ces agents est le même que pour le VX mais la fenêtre d'efficacité est plus courte. Outre les effets convulsifs habituels pour ce genre d'armes chimiques, certains composés de la série V sont connus pour plonger leurs victimes dans le coma.